# Alfred Völkel
Alfred Völkel (* 23. November 1927 in Langenbach, Oberfranken; † 7. November 2005 in Griechenland) war oberfränkischer Lehrer und Mundartdichter.

## Leben
Der Sohn eines Holzarbeiters und einer Zigarrendreherin aus Langenbach erbte von seiner Mutter, die aus einem Bauernhof in Mühlleithen stammte, die Freude am Erzählen und am Gesang. Völkel war fränkischer Jugendmeister im Boxen. Nach seinem Studium war er Realschullehrer für Deutsch, Englisch, Geschichte und evangelische Religionslehre und leitete von 1972 bis 1990 die Realschule in Helmbrechts. Außerdem war der Sozialdemokrat Mitglied des Kreistages von Naila, als Naila noch Kreisstadt war, und später Abgeordneter im Kreistag von Hof. Völkel starb am 7. November 2005 in Griechenland an den Folgen eines Verkehrsunfalls.

## Leistungen
Völkel hat als erster in Deutschland ein Comprehension-Übungsbuch (ein Übungsbuch für das Verständnis der englischen Sprache) ins Deutsche übertragen.
Zudem sammelte er die Volksmusik des Frankenwaldes. Diese machte er zusammen mit seinen Gedichten in vielen Sendungen des Bayerischen Rundfunks bekannt, wo er etliche Lied-Titel mit seiner Frau Leni und vereinzelt mit seiner Tochter Liesbeth Völkel (alias L.V. Hafenrichter) aufgenommen hat.

### Lyrik
Völkel übertrug unter anderem Wilhelm Buschs „Max und Moritz“ in die Langenbacher Mundart. Bekannt wurde er durch seine kurzen Gedichte:
Harmonieduell

Mei Vadder haod Holz gemachd

Die Mudder haod dermejd eigeschierd

Mei Mudder haod Zigarrn gemachd

Der Vadder haodsa geraachd

(Mein Vater hat Holz gemacht.

Die Mutter hat damit eingeschürt.

Meine Mutter hat Zigarren gemacht.

Der Vater hat sie geraucht.)

## Werke
- Erlauschtes, Erdachtes. Gedichte aus dem Frankenwald. Naila 1955
- Zwaa Baamla in Gartn. Mundartlieder aus Oberfranken, unter Mitarbeit von Simon Lauterbach, Rüdiger Bauriedel, Joseph Nüßlein, Otto Schemm und Rainer Rößler. Hof 1982 (ISBN 3-921615-41-0)
- No suuwoss. Schbrichla und Gedichdla. Hof 1987 (ISBN 3-921615-73-9)
- Harchemaol. Nuchebaar Schbrichla und Gedichdla asn Franggngwald. Hof 1991
- Der Landkreis Hof, zusammen mit Erwin Dietel und Otto Knopf. Bamberg 1980 (3. Auflage 1993) (ISBN 3-87052-967-9)